# 子どもは判ってくれない
『子どもは判ってくれない』（こどもはわかってくれない）は、内田樹のエッセイ集、評論集。

## 概要
2003年10月9日、洋泉社より刊行された。表紙には「COMMENT SE COMPORTER EN ADULTE」と仏語のタイトルが書かれてある。装丁は坂本志保。2006年6月9日、文春文庫として文庫化された。文庫版の装丁も坂本志保。文庫化に際して、論文が一つ、エッセイが一つ追加収録された（後述）。
安齋肇による文庫本表紙のイラストは、映画『大人は判ってくれない』の宣伝ポスター（野口久光画）を模して描かれたものである。
本書に収められた文書の多くは、著者のブログ「内田樹の研究室」からとられている。
本書の概要を内田はまえがきで次のように説明している。「私は『大人の思考と行動の専門家』であるが、それは私自身が『大人って何だろう？』という問いにこだわりがあって、これまで長い間をかけてそれを集中的に研究してきたからである。（中略） この本は、そのような『大人文化の専門家』による『敵情視察レポート』としてお若い方々にお読みいただけたらと思う」

## 内容の一部
たいへんに長いまえがき
オルテガ＝イ＝ガセーの『大衆の反逆』の一節が引用されている。本エッセイは2004年に英語に翻訳され『Kyoto Journal』に掲載された。
教養喪失と江口寿史現象
『すすめ!!パイレーツ』の登場人物がダウンジャケットを着ているのを見つけたとき、内田は連載誌の『少年ジャンプ』をつかんで妻に「江口寿史は天才だ！」と興奮して演説したという。
本が読む
東京都立日比谷高校雑誌部の「超絶生意気高校生」たちの思い出話、コリン・ウィルソンの『アウトサイダー』、エマニュエル・レヴィナスに出会ったときのことなどが語られている。本エッセイは『態度が悪くてすみません』（角川書店、2006年4月）に再録された。
漢文がなくなる不幸
私立大学入試の国語の出題範囲から「漢文」が消えつつあることについて、内田は次のように述べる。「私が今、志ん生を聴いて笑えるのは、かろうじて受験勉強のおかげである。『負担軽減』されなくて、ほんとうによかった」
オリジナルとコピー
内田はつねづね自身のホームページに書いているものについては「コピーフリー」「剽窃フリー」「改竄フリー」を宣言している。本エッセイもテクストのコピーや引用の問題が論じられている。
「セックスというお仕事」と自己決定権
初出は『応用倫理学講義5 性／愛』（岩波書店、2004年、金子淑子編）。文春文庫版のみに収録。
熱く戦争を語ってはいけない
廣松渉の主張、弘兼憲史と辺見庸が朝日新聞（2002年4月17日付）に寄せたコメントなどが論じられている。有事法制推進論者である弘兼の「私は、日本を武力攻撃する可能性のある国は、今でも周辺に複数あると思っている。いざという時のために準備をしておくのは当然ではないか」という言葉が引用されている。
「目には目を、歯には歯を」の矛盾
神奈川大学教授の尹健次が朝日新聞（2002年5月5日付）に寄稿した一文「戦争への反省こそ日本の道」を巡る論考。日本国憲法第9条第1項は1928年にパリで締結された不戦条約第1条の文言の「再録」である、という説を内田はとる。
動物園の平和を嘉す
初出は「内田樹の研究室」2005年11月17日付の投稿記事。文春文庫版のみに収録。上記不戦条約第1条がここでも引用されている。